# Лангенволшендорф
Лангенволшендорф (њем. Langenwolschendorf) општина је у њемачкој савезној држави Тирингија. Једно је од 61 општинског средишта округа Грајц. Према процјени из 2010. у општини је живјело 865 становника. Посједује регионалну шифру (AGS) 16076041.

## Географски и демографски подаци
Лангенволшендорф се налази у савезној држави Тирингија у округу Грајц. Општина се налази на надморској висини од 440 метара. Површина општине износи 6,8 km². У самом мјесту је, према процјени из 2010. године, живјело 865 становника. Просјечна густина становништва износи 127 становника/km².

## Међународна сарадња
| Мјесто | Држава | Врста сарадње | Од    |
| ------ | ------ | ------------- | ----- |
|        | Чешка  | партнерство   | 1981. |
| Извор  |        |               |       |